# Август Леопольд Саксен-Кобург-Готский
Август Леопольд Саксен-Кобург-Готский и Браганса (порт. Augusto Leopoldo de Saxe-Coburgo e Bragança; при рождении Август Леопольд Филипп Мария Мигель Габриэль Рафаэль Гонзага Саксен-Кобург-Готский и Браганса, порт. Augusto Leopoldo Filipe Maria Miguel Gabriel Rafael Gonzaga de Saxe-Coburgo e Bragança, также известный в Бразилии Дон Август Леопольд; 6 декабря 1867, Рио-де-Жанейро — 11 октября 1922, Шладминг, Австрия) — принц Саксен-Кобург-Готский и принц Бразильский, сын принца Августа Саксен-Кобург-Готского и Леопольдины Бразильской, внук императора Педру II.

## Биография

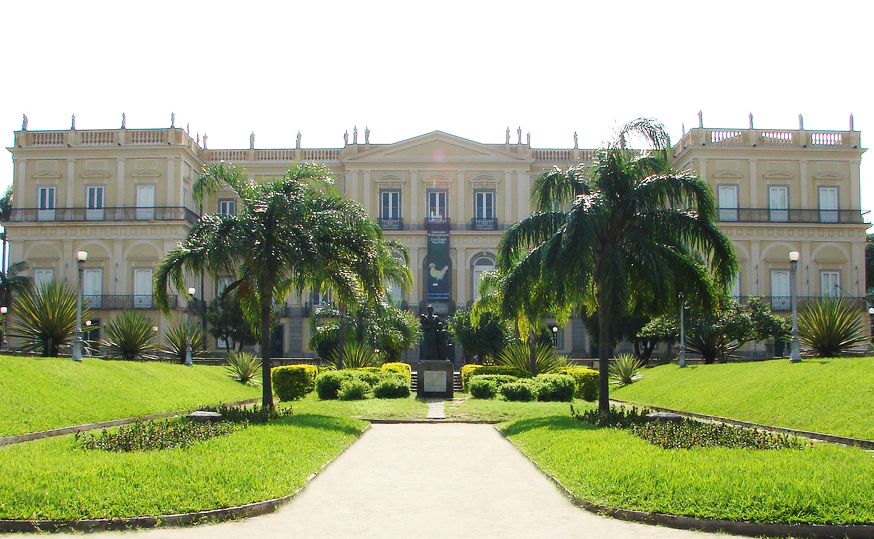
Дворец Сан-Кристован — место рождения принца.

Август Леопольд родился 6 декабря 1867 года в столице Бразильской империи городе Рио-де-Жанейро, в императорском дворце Сан-Кристован. Его родители вернулись в Бразилию из Европы перед родами в сентябре 1867 года. Принц стал вторым сыном и ребёнком в семье принца Августа Саксен-Кобург-Готского и его супруги бразильской принцессы Леопольдины, младшей дочери императора Педру II и Терезы Кристины Бурбон-Сицилийской. Император Педру II объявил о рождении своего второго внука во время тронной речи 9 мая 1868 года:
Я рад вам сообщить, что моя дорогая дочь принцесса Леопольдина , вернувшаяся вместе с герцогом Саксонским из Европы, родила сына, 6  декабря прошлого года, нареченного Августом.
Тетка принца, имперская принцесса Изабелла — наследница бразильского трона, на момент рождения Августа Леопольда детей не имела (хотя была в браке с Гастоном Орлеанским уже 11 лет). Из-за этого новорожденного принца и его старшего брата Педро Августа рассматривали как возможных наследников трона после тетки и матери. С рождения принц имел титул «Его Высочество принц Саксен-Кобург-Готский». Его дед-император дал своим внукам титул «принцев Бразильских». Из-за этого родители принца были обязаны жить в Бразилии не менее полугода.

В 1869 году в семье появился ещё один сын Жозе, умерший в возрасте 19 лет. В следующем году появился ещё один сын принц Людвиг Гастон. В 1871 году мать умерла от лихорадки в возрасте 23 лет. После этого отец принца решил навсегда поселится в Австрии, где его дети остались на попечении бабушки Клементины Орлеанской. у принцессы Изабеллы на момент смерти сестры не было ещё своих детей и это стало сильно волновать бразильское общество. В письме от 4 марта 1871 года посол Бразилии в Вене Франциск Адольф де Вархеген, виконт Порту-Сегуру писал императору:
Если внуки императора в один прекрасный день приедут в Бразилию уже как её наследники, то всех бразильцы хотят, чтобы они росли и получали образование здесь, зная, что такое образование не вызовет вреда со стороны Европы. И если мы считаем маловероятным, что младший из принцев станет когда-то императором, то следует заглянуть в прошлое и вспомнить, что король Португалии Мануэль I, ставший королём после смерти Жуана II ввиду смерти четырнадцати наследников трона, находившихся до него.

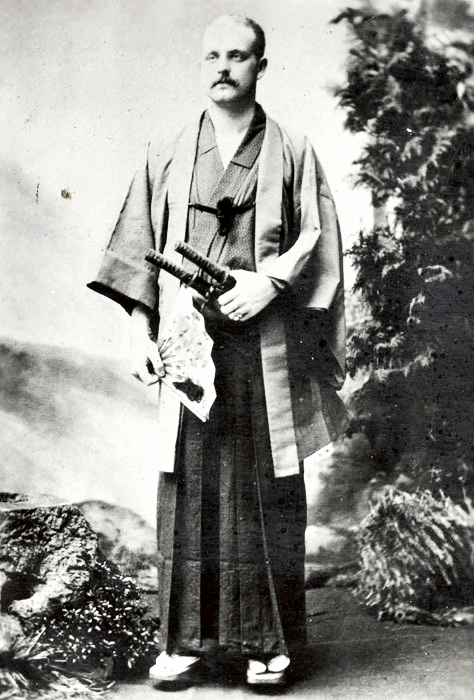
Принц в национальном японском костюме во время поездки в Японию в 1889 году.

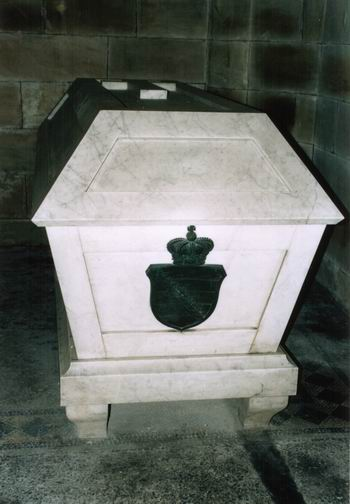
Гробница принца в Кобурге.

Во время своей первой поездки в Европу в 1871 году император Педру II решил взять внуков с собой, чтобы поднять их престиж как наследников трона. После возвращения в Бразилию, император принял решение, что двое старших сыновей будут жить и учится в Бразилии на попечении своё бабушки Терезы Кристины. 1 апреля братья вернулись в Бразилию.
Принцы поселились в скромном императорском дворце Сан-Кристован. Принцы изучали французский, португальский и английский языки, риторику, историю, географию, музыку и литературу.
Унаследовав от деда и отца любовь к военному делу, принц Август Леопольд поступил в Военно-морскую академию в 1882 году в возрасте 15 лет. Прекрасно там учась, в 1886 году был повышен до гардемарина. Служил также в бразильской императорской армии, был помощником адмирала Эдуарда Ванденколка. 15 ноября 1889 года, находясь в кругосветном плавании принц узнал о крушении монархического режима в Бразилии. Адмирал Ванденколка посоветовал ему уйти в отставку, но, обсудив ситуацию со своим дядей Гастоном, принц решил не делать этого. После он отправился на Цейлон.
Несколько месяцев спустя он присоединился к семье и находился при Педро II вплоть до его смерти 5 декабря 1891 года. После он перебрался в Вену, где, с позволения отца, попросил разрешение у императора Франца Иосифа служить в Австро-Венгерском флоте. После прохождения вступительных экзаменов, был принят в морской резерв Австрии, несмотря на то, что он оставался гражданином Бразилии. Благодаря службе на флоте посетил многие европейские страны, где его тепло принимали королевские родственники. В 1897 году встречался с королевой Викторией.
В связи с психическим ухудшением здоровья его старшего брата бразильские монархисты начали давить на принца, чтобы он, в случае восстановления монархии в Бразилии, мог наследовать трон, хотя планы по восстановлению монархии так и не были осуществлены.
Следуя бразильской традиции во всех именах детей содержаться имена Мигель Габриэль Рафаэль Гонзага.
В последние годы жизни принц начал коллекционировать предметы из слоновой кости, так полностью и не привыкнув к жизни в Европе. Постоянно общался с бразильцами. Замок Герасдорф под Веной, где принц провёл последние годы жизни, был украшен картинами и скульптурами, привезенными из Бразилии.
Отмена Закона об изгнании Императорской семьи, который запрещал любому члену императорского дома вступать на бразильскую землю, доставил принцу огромную радость и надежду снова отправиться на Родину. Он готовился отправиться со всей семьей в Бразилию, чтобы отметить там 100-летие со дня провозглашения независимости Бразилии, но сильно заболел и не смог поехать.
Умер 11 октября 1922 года в возрасте 54 лет. Его тело было захоронено в церкви Святого Августина в Кобурге. Супруга умерла в 1945 году.

## Семья и дети

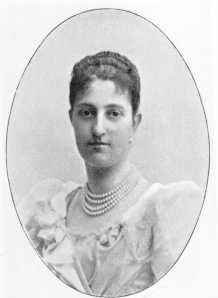
Эрцгерцогиня Каролина Мария.

30 мая 1894 году в Императорском дворце Хофбург принц женился на австрийской эрцгерцогине Каролине Марии, дочери эрцгерцога Карла Сальватора Австрийского и Марии Иммакулаты Бурбон-Сицилийской. В свадебной церемонии приняли участие члены императорской семьи, включая императора Франца Иосифа и императрицу Елизавету. В браке родилось восемь детей:
- Август Клемент (1895—1908);
- Клементина (1897—1975) — вышла замуж (1925) за Эдуарда ван Хеллера;
- Мария Каролина (1899—1941);
- Райнер[англ.] (1900—1945) — был убит под Будапештом;
- Филипп[англ.] (1901—1985) — женился на Саре Хелаз;
- Терезия[англ.] (1902—1990) — вышла замуж (1930) за Ламорала, барона Таксис-ди-Бордогна;
- Леопольдина (1905—1978);
- Эрнст (1907—1978) — женился (1939) на Ирме Ролл.

## Награды
— Большой крест Императорского Ордена Креста (Бразилия);
 — Крест Дона Педру I;
 — Большой крест Ордена Розы (Бразилия);
 — Большой крест Ордена Башни и Меча (Португалия);
 — Большой крест Ордена Леопольда I (Бельгия);
 — Большой крест Ордена Саксонского герцогского дома (Саксония);
 — Большой крест Ордена Святого Иосифа (Тоскана);
 — Большой крест Ордена Святого Александра (Болгария);
 — Большой крест Ордена Карлоса III (Испания).